# المدارس المصرية الدولية
المدارس المصرية الدولية (بالإنجليزية:  The Egyptian International School (EIS))‏ هي مدارس مصرية دولية حكومية أنشئت في 2014 نتيجة بروتوكول تعاون ثلاثي بين وزارة التربية والتعليم، ومنظمة البكالوريا الدولية، ومؤسسة جرين لاند التعليمية لتطبيق نظام البكالوريا الدولية (بالإنجليزية: IB - International Baccalaureate)‏ بهدف تقديم خدمة تعليمية دولية حكومية ذات جودة عالية وقدرة تنافسية بمصروفات دراسية منخفضة مقارنة بالمدارس الدولية الخاصة. يدرس طلاب تلك المدارس باللغة العربية في السنوات الابتدائية وباللغة الإنجليزية في برنامجي المرحلة المتوسط الإعدادية والبكالوريا الصفين الثاني والثالث الثانوي.

## الفروع
للمدارس 3 فروع تقع في (مدينة الشيخ زايد، ومدينة المعراج بالمعادي، والتجمع الخامس).

## نظام ومواعيد التقديم
شروط القبول بالمدرسة:
- أن يكون سن الطفل المتقدم للصف الأول برياض الأطفال في 1 أكتوبر ما بين 4 سنوات بالكامل وحتى سن 6 سنوات إلا يوم.
- أن يجتاز الطفل اختبارات القبول.
- اجتياز مقابلات واختبارات أولياء الأمور.

يبدأ التقديم للمدرسة في أول فبراير وحتى نهاية فبراير من كل عام، عن طريق الموقع الإلكتروني للمدرسة.
تقبل المدرسة التحويلات، وتبدأ مواعيدها في 1 مايو وتنتهي في 15 يونيو شرط أن يكون الطالب قادمًا من مدرسة لغات، وحاصلًا في آخر سنة دراسية على مجموع 95%.

## المراحل الدراسية
عبارة عن ثلاثة برامج تدرس على مدار 14 سنة دراسية:
- برنامج المرحلة الابتدائية (بالإنجليزية: Primary Years Programme (PYP))‏: 7 سنوات تبدأ من PYP2 وتنتهي ب PYP8 علما بأن «PYP1 لسن 3 سنوات غير مدرج».
  - تعادل تلك المرحلة من الصف الأول لرياض الأطفال حتى الصف الخامس الابتدائي.[4]
  - يدرس هذا البرنامج باللغة العربية. ويشتمل على تدريس اللغة العربية والإنجليزية ومبادئ الرياضيات والأنشطة وتعتبر الأنشطة جوهر البرنامج. ويتم تقييم الطالب في هذه المرحلة بوسائل مختلفة.[6]
- برنامج المرحلة المتوسطة (بالإنجليزية: Middle Years Programme (MYP))‏: 5 سنوات تبدأ من MYP1 وتنتهي ب MYP5.
  - تعادل تلك المرحلة من الصف السادس الابتدائي حتى الصف الأول الثانوي.[4]
  - يدرس خلال هذا البرنامج المواد القومية (اللغة العربية والتربية الدينية والدراسات الاجتماعية) باللغة العربية ويدرس باقى المواد (الرياضيات والعلوم وغيره) باللغة الإنجليزية.[6]
- برنامج مرحلة الدبلومة (بالإنجليزية:  Diploma Programme (DP))‏: سنتان تبدأ من DP1 وتنتهي ب DP2.
  - تعادل تلك المرحلة من الصف الثاني الثانوي إلى الصف الثالث الثانوي.[4]
  - يمكن الدراسة في تلك المرحلة من خلال استخدام 3 لغات هي «الإنجليزية أو الفرنسية أو الإسبانية».
  - يتيح برنامج الدبلومة الفرصة للطالب لاختيار مادة واحدة من كل مجموعة ضمن 6 وحدات مقررة عليه في آخر العام حسب رغبته.[6]

تعتمد الدراسة على نظام مجموعات وتصنيفات منها مجموعة الرياضيات ومجموعة العلوم ومجموعة تجارية واقتصادية ومجموعة فنون ومجموعة آداب، كما يتم التشعب من الصف الثانى الثانوى ويبدأ اختيار المواد في الثانى الثانوى.
عدد أيام الدراسة السنوية ما بين 160 و165 يومًا فعليًا بخلاف الإجازات، تبدأ من 1 سبتمبر وتنتهي في 20 يونيو، وينقسم العام الدرسى إلى 4 فصول دراسية:
- الفصل الدراسي الأول: من 1 سبتمبر وينتهي منتصف أكتوبر.
- الفصل الدراسي الثاني: ينتهي في ديسمبر.
- الفصل الدراسي الثالث: ينتهي في نصف فبراير،
- الفصل الدراسي الرابع: من 1 مارس حتى يونيو.

ويتم تقييم الطالب بشكل دوري عقب كل وحدتي بحث، ويشمل العام الدراسى 6 وحدات بحث في كل مادة.

## المصاريف الدراسية
المصاريف الدراسية السنوية للعام الدراسي 2022/2022 في حدود 21000 جنيه مصري.